# Алтайская губерния
Алта́йская губе́рния — административно-территориальная единица Российской империи, Российской республики и РСФСР. Была создана постановлением Временного правительства «Об образовании в Томской губернии 4 новых уездов и о разделении её на две губернии: Томскую и Алтайскую» от 17 (30) июня 1917 года. Административный центр — город Барнаул. 25 мая 1925 года вошла в состав Сибирского края.

## История
22 декабря 1916 года МВД Российской империи под руководством А. Д. Протопопова подготовило проект о введении земского самоуправления в Тобольской и Томской губерниях, с одновременным выделением из последней Алтайской губернии. Как самостоятельная административно-территориальная единица, Алтайская губерния была выделена из состава Томской губернии постановлением Временного правительства «Об образовании в Томской губернии 4 новых уездов и о разделении её на две губернии: Томскую и Алтайскую» от 17 (30) июня 1917 года. В состав Алтайской губернии вошли: Барнаульский, Бийский, Славгородский, Каменский и Змеиногорский уезды.
После революции 1917 года на смену старым органам власти пришли Советы рабочих, крестьянский и солдатских депутатов, которые 16 (29) июля 1917 созвали I губернский съезд Советов рабочих и солдатских депутатов в Барнауле, избравший губернское бюро Советов, большинство которого составляли представители меньшевиков и эсеров.
В июне 1917 г. барнаульские большевики создали самостоятельную организацию РСДРП(б) во главе с И. В. Присягиным. В уездах продолжали действовать объединённые организации РСДРП. Во всех городах губернии летом 1917 г. действовали сильные парторганизации эсеров, опиравшиеся на разветвлённую сеть потребительской кооперации. В Бийске существовала влиятельная организация кадетов. Влияние большевиков росло: на выборах в Барнаульскую городскую думу 20 августа (2 сентября) 1917 г. большевики получили 18 мест из 61, меньшевики — 16, кадеты — 5.
В дни Корниловского выступления солдаты 24-го Западно-Сибирского стрелкового полка сместили начальника Барнаульского гарнизона и назначили на его место председателя военного отдела Совета Д. Г. Сулима. 1(14) сентября 1917 г. председателем Барнаульского совета был избран большевик М. К. Цаплин, рабочий отдел Совета возглавил Н. Д. Малюков, солдатский отдел — сторонник большевиков М. К. Казаков. Профсоюзное движение в губернии к осени также контролировалось большевиками: Центральное бюро, возглавлявшее 52 профсоюза, возглавлял И. В. Присягин. 18 сентября (1 октября) 2-й губернский Съезд Советов принял резолюцию, требовавшую передачи всей власти Советам, на следующий день образован губисполком. Началось формирование отрядов Красной Гвардии (в Барнауле до 200 бойцов под началом А. А. Селезнёва и Н. Д. Малюкова, в Бийске до 130 под командованием З. Я. Двойных и Ф. Н. Худогонова). В начале октября 1917 г. в Барнауле произошли продовольственные беспорядки, вызванные повышением цен на продукты питания.

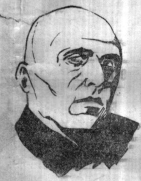
Л. Е. Гольдич. Председатель Алтайского губисполкома. 1924

I губернская партийная конференция большевиков, состоявшаяся 2(15) октября, высказалась за переход власти к Советам, нацелила большевистские организации края на подготовку вооружённого восстания. В середине октября 1917 г. после довыборов большевики добились большинства в барнаульском Совете и его исполкоме.
Информация об Октябрьском вооружённом восстании в Барнауле была получена лишь 27 октября (9 ноября). 11-13 ноября в городе прошли митинги в поддержку перехода власти Советам. 1(14) ноября за переход власти к Советам высказался Барнаульский Совет, 6(19) ноября аналогичные решения вынесли Советы Камня-на-Оби и Славгорода.
3(16) декабря 1917 г. экстренное собрание барнаульских большевиков приняло решение о свержении в кратчайшие сроки власти органов Временного правительства. На следующий день создан Военно-революционный комитет в составе Цаплина (председатель), Селезнёва, Устиновича, Казакова, Малюкова и Карева, который распустил Комитет спасения революции, ввёл в городе осадное положение, занял важнейшие пункты и направил своих комиссаров в учреждения города и губернии. 7(20) декабря в Барнауле была установлена Советская власть.
Переход власти к Советам на территории губернии провозгласил состоявшийся 9-16 февраля 2-й губернский съезд Советов крестьянских депутатов. В Горном Алтае власть захватили националисты, создавшие 21 февраля 1918 г. в Улале Каракорумскую горную управу.
Постановлением ВЦИК от 27 августа 1919 года из Омской губернии передан Славгородский уезд.
В начале июня 1920 года в Славгородском уезде состоялся мятеж против советской власти. Основные события развернулись в Родинской волости. Восстание возглавил бывший председатель Родинского волисполкома Захар Иванович Роговой и его секретарь Пётр Константинович Романов. Мятеж был подавлен, Роговой и Романов были расстреляны.
Постановлением ВЦИК от 17 января 1921 года Славгородский уезд передан в Омскую губернию.
Двумя постановлениями ВЦИК от 13 июня 1921 года Каменский и часть Барнаульского уездов были переданы в создаваемую Новониколаевскую губернию, а Бухтарминский уезд и часть Змеиногорского уезда были переданы в Семипалатинскую губернию Киргизской АССР.

## Руководители
С февраля по июнь 1918 и с июля 1920 по май 1925 губернией руководил исполнительный комитет Алтайского губернского совета рабочих, крестьянских и солдатских (красноармейских) депутатов (губисполком). Председатели губисполкома:
- февраль — июнь 1918 Цаплин, Матвей Константинович
- июль 1920 — май 1921 Пахомов, Павел Леонтьевич
- июнь 1921 — март 1922 Полюдов, Евгений Венедиктович
- март 1922 — сентябрь 1923 Грансберг, Христофор Давидович
- сентябрь 1923 — май 1924 Гольдич, Лев Ефимович
- июнь 1924 — май 1925 Позднышев, Александр Никитич.

## Экономика
По состоянию на 1917 г. большая часть населения (92 %) были заняты в сельском хозяйстве. Губерния являлась поставщиком товарного хлеба, масла, молочных продуктов. 1/6 часть крестьянских хозяйств являлась кулацкими, им принадлежали около 50 % пашни и около 40 % лошадей.
Промышленность была представлена главным образом мелкими предприятиями по переработке сельскохозяйственного сырья.

## Административно-территориальное устройство
Первоначально делилась на 5 уездов:
- Барнаульский;
- Бийский;
- Змеиногорский;
- Каменский;
- Славгородский;

В 1918 образован Кара-Корумский (Горно-Алтайский) уезд.
В 1920 образован Бухтарминский уезд, а Славгородский передан в Омскую губернию.
В 1921 Бухтарминский уезд был передан в Семипалатинскую губернию, а Каменский — в Ново-Николаевскую.
В 1922 Змеиногорский уезд переименован в Рубцовский. В том же году Горно-Алтайский уезд преобразован в Ойратскую АО и выведен из состава Алтайской губернии. В 1924 все уезды разделены на районы.
25 мая 1925 года губерния и уезды ликвидированы. Их территория стала частью нового Сибирского края